# Humerilabus fausti
Humerilabus fausti es una especie de coleóptero de la familia Attelabidae.

## Distribución geográfica
Habita en China, Laos y Birmania.